# 毎日カルチャースペシャル ラジオウォーク
毎日カルチャースペシャル ラジオウォークは、歴史学習とハイキングを組み合わせたイベントおよび、イベントの様子を全編生中継（または歴史散策の見どころをスタジオからの生放送）で伝えるMBSラジオの特別番組。主催は毎日放送と毎日新聞大阪本社（2020年まで）→毎日放送（2021年）→株式会社MBSラジオ（2022年以降）で、「ラジオウォーク」はMBSの登録商標（第2108043号ほか）である。
奈良県内で歴史と縁の深い地域を主な舞台に、1982年から年に1回のペースで実施。2011年の第30回までは、原則として2月11日（建国記念の日、ただし日曜日と重複する場合は2月12日の振り替え休日に変更）を開催日に充てていた。なお、2012年の第31回からは、開催日を3月20日（春分の日）に変更している。
ラジオでの生中継と連動したウォークイベントとして高く評価されているが、日本国内で新型コロナウイルスへの感染が拡大している2020年以降は、イベントとしての開催を休止。この措置に伴って、毎日新聞大阪本社が主催社から外れている。2021年には、生中継やイベントを伴わないウォークラリーとして、3月20日から1ヶ月半にわたって開催された。
2022年以降は、日本の歴史や風土に関心のある人々が時期を問わずに自分のペースで散策することを前提に、MBSラジオのYouTube公式チャンネルからの動画配信と連動した特別番組の生放送へ移行。2023年には史上初めて、舞台を奈良県外の地域（大阪府高槻市の三島地域）に設定している。

## 概要
- イベントには、MBSラジオのリスナーをはじめ、一般の参加者も事前予約・参加料不要で自由に参加できる。コメンテーター（万葉集の専門家・研究者）による解説を聞きながら、同局の番組に出演中のパーソナリティやアナウンサーと一緒に、万葉集に縁のある関西各地の名所旧跡（主に奈良県内）を散策することが特徴。原則として、毎年違うコースやテーマを設定している。ただし、開催年によっては、「記念企画」などの名目で過去のコースを改めて散策することもある。
  - コースの中間地点やゴール地点では、万葉集・開催地にゆかりのある曲や、ラジオウォークのために作った曲をゲストアーティストが披露するなどのイベントも開催。毎日新聞大阪本社や、協力社の近畿日本鉄道でも、ラジオウォークに連動した企画を毎年実施している。
  - 第21回（2002年）からは、不測の事態に備えて毎日放送本社（大阪市北区）ラジオスタジオとの二元中継方式で放送。ラジオウォークに参加できないリスナーからのメッセージや、番組で設定したテーマに沿って送られた和歌・川柳なども、中継で取り上げるようになった。また、第9回（1990年）・第10回（1991年）には、放送衛星を介して開催地以外の旧跡との間で二元生中継。第30回では、MBSテレビの看板番組『ちちんぷいぷい』との同時生放送を実施した。
- 第1回（1982年：昭和57年）から第38回（2019年：平成31年）までは、昭和から平成への改元（1989年1月8日）をはさんで毎年開催。平成から令和への改元（2019年5月1日）をはさんで、2020年（令和2年）にも、3月21日（土曜日・春分の日）に奈良公園の周辺で第39回の開催を予定していた。しかし、2020年の初頭から日本国内で新型コロナウイルスへの感染が広がっている影響を踏まえて、開催およびMBSラジオでの同時生中継を中止することや、参加を予定していた講師・ゲスト・アナウンサーの一部が生中継を予定していた時間帯に同局本社M館（大阪市北区茶屋町）のラジオスタジオへ集結する関連番組（詳細後述）を放送することが同年2月28日（金曜日）に発表された。
  - 2018年3月21日に開催された第37回では、強風と荒天の影響で一部の企画（ラジオ番組の公開収録やステージイベント）を中止。その影響でラジオ中継用の電波が長時間にわたって何度も途絶したが、毎日放送本社のスタジオに単独で待機していた武川智美アナウンサーが機転を利かせたトークで復旧までの時間を稼いだことによって、重大な放送事故を免れた。
  - MBSラジオでは、第39回の中止に伴って、2020年3月21日の10:00 - 14:30に『第39回毎日カルチャースペシャル　史上初!茶屋町発!のラジオウォーク～万葉びとの故郷を偲ぶ～』（毎日放送本社ラジオスタジオでのトークに過去の同時生中継のダイジェスト音源を交えた特別番組）を生放送。14:30 - 16:00には、ロケや中継を伴わない事前収録の特別番組として、『笑い飯哲夫の明るく楽しい歴史ウォーク～大阪・千日前と京都・寺町をタイムトラベル～』を編成した。このような事情から、第39回は通算回数で欠番として扱われている。
- 2021年（令和3年）には、前年からの新型コロナウイルス感染拡大の傾向に歯止めが掛かっていないことを踏まえて、「春風の飛鳥の道 ラジオウォーク～謎の石造物とラジオウォークの思い出を巡る～」（Radiotalkでの音声解説と連動したウォークラリー）として例年より長期（3月20日 - 5月9日）にわたって第40回を開催。MBSラジオでは、期間初日（3月20日）の11:30 - 16:00に、毎日放送本社のラジオスタジオから特別番組を放送した。
  - 第40回は令和時代で初めてのラジオウォークに当たるが、ウォークラリー方式での開催に際しては、新型コロナウイルスへの感染拡大防止策を可能な限り実施。開催期間中には例年と違って、コメンテーター・アナウンサー・タレントが同行する生中継連動型のウォークイベントや、ルート上でのステージイベントなどを組まなかった。
- 2021年まで主催していた毎日放送のラジオ放送事業とラジオ放送免許を、同年4月1日付でグループ会社の株式会社MBSラジオが承継したことに伴って、2022年（令和4年）以降は主催社が毎日放送から株式会社MBSラジオへ移行。ただし、テレビ単営局として再スタートを切った毎日放送にはアナウンスセンター（アナウンサーの管理部署）が残されていることから、同局のアナウンサーはMBSラジオ制作の特別番組や関連番組へ出演している。
  - 2021年4月26日の『MBSマンデースペシャル2』では、「ラジオウォークの休日」と称するラジオドラマを55分間にわたって放送。毎日放送アナウンサーの柏木宏之・関岡香・松本麻衣子・大吉洋平（柏木は当時嘱託扱いの「シニアスタッフ」）が「エムラジ[1]一家」に扮しながら、ウォークラリーへの参加をきっかけに奈良の歴史ロマンに魅せられていく様子を演じている[2]。
  - 2022年はイベントやウォークラリーの開催を見送る一方で、奈良県御所市に点在する巨大豪族ゆかりの地で事前に収録した解説音源を織り込んだ特別番組として、『美しき奈良 御所の道 ラジオウォーク～古代王朝の謎を解く～』を3月19日（土曜日）の14:00 - 17:00にMBSラジオで生放送。過去のラジオウォークに関する思い出をリスナーから募集するとともに、リスナーが放送後に各自で散策するための参考資料として、収録先で撮影した動画をMBSラジオの公式YouTubeチャンネルで公開している。
  - 2023年（令和5年）には、（イベントを開催していた時期からの通算で）42回目の実施にして初めて、奈良県外の地域（日本の古代史研究で「謎」とされている古墳が点在する大阪府高槻市の三島地域）を舞台に設定。MBSラジオでは、前年と同様の構成によるYouTube連動型特別番組『高槻三島地域　国づくりの道　ラジオウォーク～大和を支えた古代豪族の足跡～』の生放送を、3月25日（土曜日）の14:20 - 17:25に実施した。この番組やYouTubeでの配信動画では、毎日放送との嘱託契約期間の満了によって前月（2月28日付）で退職したばかりの柏木が、「フリーアナウンサー」「歴史ナビゲーター」といった肩書で進行役や案内役を務めている。

## 第1回
| メインタイトル | メインタイトル | 飛鳥路ラジオウォーク                                                                                             |
| サブタイトル   | サブタイトル   | 万葉の心をあなたに                                                                                               |
| 開催日時       | 開催日時       | 1982年（昭和57年）2月11日                                                                                        |
| 集合場所       | 集合場所       | 奈良県高市郡明日香村 甘橿丘北広場                                                                                |
| 最寄り駅       | 最寄り駅       | 近畿日本鉄道橿原線・吉野線・南大阪線橿原神宮前駅下車 徒歩約30分                                                  |
| 解散場所       | 解散場所       | 奈良県高市郡明日香村 石舞台古墳                                                                                  |
| コース内容     | コース内容     | 甘橿丘⇒旧飛鳥小学校⇒飛鳥寺⇒板蓋宮伝承之地⇒川原寺跡⇒橘寺⇒石舞台古墳                                               |
| 出演           | 講師           | 犬養孝（万葉学者・文学博士） 網干善教（考古学者・関西大学名誉教授） 谷沢栄一 寿岳章子 扇野聖史 愛水典慶 神沢和夫 |
| 出演           | ゲスト         | 谷村新司（歌手） ペギー葉山（歌手） 紙ふうせん（歌手）                                                           |
| 出演           | 司会・進行     | 角淳一（MBSアナウンサー）                                                                                        |
| 特記事項       |                | |

## 第2回
| メインタイトル | メインタイトル | 平城京ラジオウォーク                                                                              |
| サブタイトル   | サブタイトル   | 青丹よし奈良の都の立体イベント                                                                    |
| 開催日時       | 開催日時       | 1983年（昭和58年）2月11日                                                                         |
| 集合場所       | 集合場所       | 奈良県奈良市 平城宮大極殿址                                                                       |
| 最寄り駅       | 最寄り駅       | 近畿日本鉄道奈良線・橿原線・京都線大和西大寺駅下車 徒歩約15分                                     |
| 解散場所       | 解散場所       | 奈良県奈良市 平城宮大極殿址                                                                       |
| コース内容     | コース内容     | 平城宮大極殿址⇒佐紀神社⇒称徳天皇高野陵⇒葛神社⇒小奈辺古墳⇒法華寺⇒平城宮大極殿址                    |
| 出演           | 講師           | 犬養孝 青山茂（奈良学研究家・帝塚山大学短期大学部名誉教授） 扇野聖史 笠木侃一 久我高照 三浦美佐子 |
| 出演           | ゲスト         | 武田鉄矢（歌手） 紙ふうせん（歌手） 春日古楽保存会                                                |
| 出演           | 司会・進行     | 角淳一（MBSアナウンサー）                                                                         |
| 特記事項       |                |                                                                                                   |

## 第3回
| メインタイトル | メインタイトル | 毎日カルチャースペシャル 山の辺の道ラジオウォーク                                                   |
| サブタイトル   | サブタイトル   | 大和は国のまほろば                                                                                  |
| 開催日時       | 開催日時       | 1984年（昭和59年）2月11日                                                                           |
| 集合場所       | 北行コース     | 奈良県桜井市 大神神社                                                                               |
| 集合場所       | 南行コース     | 奈良県天理市 石上神宮                                                                               |
| 最寄り駅       | 北行コース     | 近畿日本鉄道大阪線桜井駅 日本国有鉄道桜井線桜井駅下車 徒歩約30分                                    |
| 最寄り駅       | 南行コース     | 近畿日本鉄道天理線天理駅 日本国有鉄道桜井線天理駅下車 徒歩約30分                                    |
| 解散場所       | 北行コース     | 奈良県天理市 石上神宮                                                                               |
| 解散場所       | 南行コース     | 奈良県桜井市 大神神社                                                                               |
| コース内容     | 北行コース     | 大神神社⇒檜原神社⇒景行天皇陵⇒崇神天皇陵⇒長岳寺⇒五社神社⇒夜都伎神社⇒白山神社⇒石上神宮                |
| コース内容     | 南行コース     | 石上神宮⇒白山神社⇒夜都伎神社⇒五社神社⇒長岳寺⇒崇神天皇陵⇒景行天皇陵⇒檜原神社⇒大神神社                |
| 出演           | 講師           | 犬養孝 青山茂 扇野聖史 小川光三 土屋勇 近江昌司 森武雄 山路麻芸 水谷川忠俊                          |
| 出演           | ゲスト         | さだまさし（歌手） 万葉うたがたり会                                                                 |
| 出演           | 司会・進行     | 角淳一（MBSアナウンサー） 阪本時彦（MBSアナウンサー）                                               |
| 特記事項       | 特記事項       | この回から「毎日カルチャースペシャル」との呼称が付く。 この回は、集合・解散地点が２ヶ所設定された。 |

## 第4回
| メインタイトル | メインタイトル | 毎日カルチャースペシャル 藤原京・飛鳥ラジオウォーク                                                   |
| サブタイトル   | サブタイトル   | 大和には群山あれど                                                                                    |
| 開催日時       | 開催日時       | 1985年（昭和60年）2月11日                                                                             |
| 集合場所       | 集合場所       | 奈良県橿原市 旧八木中学校跡                                                                           |
| 最寄り駅       | 最寄り駅       | 近畿日本鉄道橿原線・吉野線・南大阪線橿原神宮前駅                                                      |
| 解散場所       | 解散場所       | 奈良県桜井市 山田寺                                                                                   |
| コース内容     | コース内容     | 橿原神宮前⇒本薬師寺跡⇒鷺栖神社⇒藤原宮跡⇒畝尾都多本神社⇒香久山⇒大官大寺址⇒皇大神社⇒飛鳥資料館⇒山田寺跡 |
| 出演           | 講師           | 犬養孝 青山茂 扇野聖史 狩野久 三浦美佐子                                                              |
| 出演           | ゲスト         | 財津和夫（歌手） 人麻呂楽団                                                                           |
| 出演           | 司会・進行     | 角淳一（MBSアナウンサー）                                                                             |
| 特記事項       |                | |

## 第5回
| メインタイトル | メインタイトル | 毎日カルチャースペシャル 飛鳥路ラジオウォーク                                                                          |
| サブタイトル   | サブタイトル   | 歴史を見つめてきた石群                                                                                                 |
| 開催日時       | 開催日時       | 1986年（昭和61年）2月11日                                                                                              |
| 集合場所       | 集合場所       | 奈良県橿原市 白橿北小学校                                                                                              |
| 最寄り駅       | 最寄り駅       | 近畿日本鉄道橿原線・吉野線・南大阪線橿原神宮前駅下車 徒歩15分                                                          |
| 解散場所       | 解散場所       | 奈良県高市郡明日香村 川原寺跡                                                                                          |
| コース内容     | コース内容     | 白橿北小学校⇒益田岩船⇒牽午子塚古墳⇒岩屋山古墳⇒欽明天皇陵⇒檜隈寺跡⇒文武天皇陵⇒高松塚古墳⇒天武・持統天皇陵⇒亀石⇒川原寺跡 |
| 出演           | 講師           | 犬養孝 青山茂 扇野聖史 狩野久 三浦美佐子                                                                               |
| 出演           | ゲスト         | 財津和夫（歌手） 人麻呂楽団                                                                                            |
| 出演           | 司会・進行     | 角淳一（MBSアナウンサー）                                                                                              |
| 特記事項       |                | |

## 第6回
| メインタイトル | メインタイトル | 毎日カルチャースペシャル 春日野ラジオウォーク                                                                     |
| サブタイトル   | サブタイトル   | 春日の山に霞たなびく                                                                                              |
| 開催日時       | 開催日時       | 1987年（昭和62年）2月11日                                                                                         |
| 集合場所       | 集合場所       | 奈良県奈良市 奈良公園飛火野                                                                                       |
| 最寄り駅       | 最寄り駅       | 近畿日本鉄道奈良線近鉄奈良駅下車 徒歩10分 日本国有鉄道関西本線・桜井線奈良駅                                      |
| 解散場所       | 解散場所       | 奈良県奈良市 高円高等学校                                                                                         |
| コース内容     | コース内容     | 飛火野⇒大仏前⇒南大門⇒東大寺⇒持宝院⇒法華堂(三月堂)⇒春日大社⇒（ささやきの道）⇒志賀直哉旧居⇒新薬師寺⇒白毫寺⇒高円高校 |
| 出演           | 講師           | 犬養孝 青山茂 扇野聖史 花山院親忠 里中満智子 杉山二郎                                                             |
| 出演           | ゲスト         | 人麻呂楽団 |
| 出演           | 司会・進行     | 角淳一（MBSアナウンサー）                                                                                         |
| 特記事項       |                | |

## 第7回
| メインタイトル | メインタイトル | 毎日カルチャースペシャル 山の辺・泊瀬の道ラジオウォーク                                   |
| サブタイトル   | サブタイトル   | 神のいます三輪・隠口の泊瀬                                                                |
| 開催日時       | 開催日時       | 1988年（昭和63年）2月11日                                                                 |
| 集合場所       | 集合場所       | 奈良県桜井市 大神神社（三輪明神）大鳥居前                                                 |
| 最寄り駅       | 最寄り駅       | 近畿日本鉄道大阪線桜井駅 西日本旅客鉄道桜井線桜井駅下車 徒歩約20分                        |
| 解散場所       | 解散場所       | 奈良県桜井市 長谷寺                                                                       |
| コース内容     | コース内容     | 大神神社⇒平等寺⇒海石榴市⇒玉列神社⇒春日神社⇒白山神社⇒十二柱神社⇒初瀬小学校⇒白髭神社⇒長谷寺 |
| 出演           | 講師           | 犬養孝 青山茂 扇野聖史 佐藤智仙 土屋勇 水野正好 平岡定海                                  |
| 出演           | ゲスト         | 浜村淳（パーソナリティ） 人麻呂楽団                                                       |
| 出演           | 司会・進行     | 角淳一（MBSアナウンサー）                                                                 |
| 特記事項       |                |                                                                                           |

## 第8回
| メインタイトル | メインタイトル | 毎日カルチャースペシャル 斑鳩の里ラジオウォーク                                                  |
| サブタイトル   | サブタイトル   | 古代のロマンいま「斑鳩の里」に甦る                                                               |
| 開催日時       | 開催日時       | 1989年（平成元年）2月11日                                                                        |
| 集合場所       | 集合場所       | 奈良県生駒郡斑鳩町 大和川第一緑地                                                                |
| 最寄り駅       | 最寄り駅       | 近畿日本鉄道生駒線王寺駅・田原本線新王寺駅 西日本旅客鉄道大和路線・和歌山線王寺駅下車 徒歩約15分 |
| 解散場所       | 解散場所       | 奈良県生駒郡斑鳩町 中宮寺旧址                                                                    |
| コース内容     | コース内容     | 第一緑地⇒三室山⇒平太池⇒吉田寺⇒竜田神社⇒斑鳩中学校⇒藤ノ木古墳⇒法隆寺⇒天満池⇒ 法輪寺⇒中宮寺旧址    |
| 出演           | 講師           | 犬養孝 青山茂 扇野聖史 泉森皎 小城利重 高田良信 玉城妙子                                         |
| 出演           | ゲスト         | 浜村淳 人麻呂楽団                                                                                |
| 出演           | 司会・進行     | 角淳一（MBSアナウンサー）                                                                        |
| 特記事項       |                |                                                                                                  |

## 第9回
| メインタイトル | メインタイトル | 毎日カルチャースペシャル 纒向・吉野ケ里ラジオウォーク                                                                         |
| サブタイトル   | サブタイトル   | 邪馬台国はいずこに |
| 開催日時       | 開催日時       | 1990年（平成2年）2月11日 |
| 集合場所       | 集合場所       | 奈良県桜井市 大神神社（三輪明神）大鳥居前                                                                                     |
| 最寄り駅       | 最寄り駅       | 近畿日本鉄道大阪線桜井駅 日本国有鉄道桜井線桜井駅下車 徒歩約20分                                                              |
| 解散場所       | 解散場所       | 奈良県桜井市 安倍寺跡 |
| コース内容     | コース内容     | 大鳥居前⇒箸墓古墳⇒大墓古墳⇒三輪小学校⇒馬井手橋⇒城島小学校⇒茶臼山古墳⇒等弥神社⇒桜井中学校⇒上之宮遺跡⇒安倍文殊院⇒安倍寺跡       |
| 出演           | 講師           | 犬養孝 石野博信 扇野聖史 清水眞一 石倉明 玉城妙子 高島忠平                                                                    |
| 出演           | ゲスト         | 浜村淳 人麻呂楽団 |
| 出演           | 司会・進行     | 角淳一（MBSアナウンサー） |
| 特記事項       | 特記事項       | 初めて、放送衛星を使った吉野ヶ里遺跡からの2元中継が行われ、この模様は、安倍寺跡のイベント会場にて、大型テレビで生放送された。 |

## 第10回
| メインタイトル | メインタイトル | 毎日カルチャースペシャル 飛鳥・韓国扶余～慶州ラジオウォーク |
| サブタイトル   | サブタイトル   | 万葉人のはるかなおもい |
| 開催日時       | 開催日時       | 1991年（平成3年）2月11日 |
| 集合場所       | 集合場所       | 奈良県高市郡明日香村 川原寺跡 |
| 最寄り駅       | 最寄り駅       | 近畿日本鉄道吉野線岡寺駅下車 徒歩約20分 |
| 解散場所       | 解散場所       | 奈良県高市郡明日香村 川原寺跡 |
| コース内容     | コース内容     | 川原寺跡⇒野口⇒大内陵⇒鬼の雪隠⇒亀石⇒飛鳥国営公園甘橿地区⇒展望台⇒〈尾根づたいを歩く〉⇒甘橿丘展望台⇒水落遺跡⇒入鹿首塚⇒飛鳥寺⇒酒船石⇒伝板蓋宮跡⇒飛鳥国営公園石舞台地区⇒祝戸橋⇒橘寺⇒川原寺跡 |
| 出演           | 講師           | 犬養孝 青山茂 扇野聖史 清原和義 猪熊兼勝（京都橘大学教授） 菅谷文則 山本宝純 李夕胡 杉平正治                                                                                            |
| 出演           | ゲスト         | 浜村淳 人麻呂楽団 |
| 出演           | 司会・進行     | 角淳一（MBSアナウンサー） |
| 特記事項       | 特記事項       | 昨年に続き放送衛星を使った大韓民国忠清南道扶余郡からの2元中継が行われ、この模様は、川原寺跡のイベント会場にて、大型テレビで生放送された。                                               |

## 第11回
| メインタイトル | メインタイトル | 近畿は美しく 毎日カルチャースペシャル 葛城の道ラジオウォーク                                                |
| サブタイトル   | サブタイトル   | いにしえの万葉浪漫にひたって「葛城王朝のなぞにせまる」                                                      |
| 開催日時       | 開催日時       | 1992年（平成4年）2月11日                                                                                    |
| 集合場所       | 集合場所       | 奈良県御所市 御所健民運動場                                                                                 |
| 最寄り駅       | 最寄り駅       | 近畿日本鉄道御所線近鉄御所駅 西日本旅客鉄道和歌山線御所駅下車 徒歩約20分                                    |
| 解散場所       | 解散場所       | 奈良県御所市 秋津小学校                                                                                     |
| コース内容     | コース内容     | 健民運動場⇒鴨山口神社⇒六地蔵⇒九品寺⇒綏靖天皇高丘宮跡⇒一言主神社⇒長柄神社⇒勝福寺⇒宮山古墳⇒秋津小学校         |
| 出演           | 講師           | 犬養孝 青山茂 扇野聖史 清原和義 網干善教                                                                    |
| 出演           | ゲスト         | 浜村淳 人麻呂楽団                                                                                           |
| 出演           | 司会・進行     | 角淳一（MBSアナウンサー） 加藤康裕（MBSアナウンサー） 千葉猛（MBSアナウンサー） 亀井希生（MBSアナウンサー） |
| 特記事項       | 特記事項       | この年から「近畿は美しく」の冠が入る。 この年から司会のアナウンサーが増え、角は総合司会となる。             |

## 第12回
| メインタイトル | メインタイトル | 近畿は美しく 毎日カルチャースペシャル 西ノ京・秋篠の里ラジオウォーク                                        |
| サブタイトル   | サブタイトル   | はるかなる天平人の夢と祈り                                                                                  |
| 開催日時       | 開催日時       | 1993年（平成5年）2月11日                                                                                    |
| 集合場所       | 集合場所       | 奈良県大和郡山市 郡山北小学校                                                                               |
| 最寄り駅       | 最寄り駅       | 近畿日本鉄道橿原線近鉄郡山駅 西日本旅客鉄道大和路線郡山駅下車 徒歩約15分                                    |
| 解散場所       | 解散場所       | 奈良県奈良市 平城宮跡                                                                                       |
| コース内容     | コース内容     | 郡山北小学校⇒薬師寺⇒唐招提寺⇒垂仁天皇陵⇒西大寺⇒秋篠寺⇒垂仁天皇皇后陵⇒佐紀神社⇒平城宮大極殿跡                |
| 出演           | 講師           | 犬養孝 青山茂 扇野聖史 清原和義 猪熊兼勝 道浦母都子                                                         |
| 出演           | ゲスト         | 浜村淳 人麻呂楽団                                                                                           |
| 出演           | 司会・進行     | 角淳一（MBSアナウンサー） 千葉猛（MBSアナウンサー） 亀井希生（MBSアナウンサー） 武川智美（MBSアナウンサー） |
| 特記事項       | 特記事項       | この年から中継アナウンサーに女性が入る。                                                                    |

## 第13回
| メインタイトル       | メインタイトル | 近畿は美しく 毎日カルチャースペシャル 飛鳥・藤原京ラジオウォーク                                                                        |
| サブタイトル         | サブタイトル   | はるかなる宮跡をたずねて |
| 開催日時             | 開催日時       | 1994年（平成6年）2月11日 |
| 集合場所             | 集合場所       | 奈良県橿原市 藤原宮跡 |
| 最寄り駅             | 最寄り駅       | 近畿日本鉄道大阪線駅大和八木駅、又は耳成駅 西日本旅客鉄道桜井線畝傍駅下車 徒歩約30分                                                    |
| 解散場所             | 解散場所       | 奈良県橿原市 藤原宮跡 |
| コース内容           | コース内容     | 藤原宮跡⇒畝尾都多本神社⇒香久山⇒天岩戸神社⇒飛鳥坐神社⇒水落遺跡⇒豊浦寺⇒飛鳥川沿いに北上⇒藤原宮跡                                          |
| 出演                 | 講師           | 犬養孝 青山茂 扇野聖史 清原和義 大脇潔                                                                                                  |
| 出演                 | ゲスト         | 浜村淳 白鳥恵美子 |
| 出演                 | 司会・進行     | 角淳一（MBSアナウンサー） 加藤康裕（MBSアナウンサー） 千葉猛（MBSアナウンサー） 亀井希生（MBSアナウンサー） 武川智美（MBSアナウンサー） |
| コース上の名所・旧跡 |                | |
| 特記事項             | 特記事項       | 藤原建都1300年記念 |

## 第14回
| メインタイトル | メインタイトル | 近畿は美しく 毎日カルチャースペシャル 山田道・飛鳥路ラジオウォーク                                                                      |
| サブタイトル   | サブタイトル   | 古代幻想・大化改新の舞台を行く |
| 開催日時       | 開催日時       | 1995年（平成7年）2月11日 |
| 集合場所       | 集合場所       | 奈良県桜井市 桜井南小学校 |
| 最寄り駅       | 最寄り駅       | 近畿日本鉄道大阪線桜井駅 西日本旅客鉄道桜井線桜井駅下車 徒歩約17分                                                                      |
| 解散場所       | 解散場所       | 奈良県高市郡明日香村 石舞台古墳 |
| コース内容     | コース内容     | 桜井南小学校⇒安倍文殊院⇒御厨子神社⇒法栄寺⇒山田寺跡⇒大原神社⇒飛鳥寺⇒板蓋宮伝承地⇒石舞台古墳                                              |
| 出演           | 講師           | 犬養孝 青山茂 扇野聖史 清原和義 猪熊兼勝 小椋一葉                                                                                       |
| 出演           | ゲスト         | 浜村淳 |
| 出演           | 司会・進行     | 角淳一（MBSアナウンサー） 千葉猛（MBSアナウンサー） 亀井希生（MBSアナウンサー） 武川智美（MBSアナウンサー） 古川圭子（MBSアナウンサー） |
| 特記事項       |                | |

## 第15回
| メインタイトル | メインタイトル | 近畿は美しく 毎日カルチャースペシャル 山の辺の道ラジオウォーク                                                                                           |
| サブタイトル   | サブタイトル   | 遺跡は語る古代の光芒 |
| 開催日時       | 開催日時       | 1996年（平成8年）2月11日 |
| 集合場所       | 集合場所       | 奈良県桜井市 大神神社大鳥居下駐車場 |
| 最寄り駅       | 最寄り駅       | 近畿日本鉄道大阪線桜井駅 西日本旅客鉄道桜井線桜井駅下車 徒歩約25分                                                                                       |
| 解散場所       | 解散場所       | 奈良県桜井市 親里競技場 |
| コース内容     | 万葉コース     | 大神神社大鳥居下駐車場⇒大神神社⇒檜原神社⇒景行天皇陵⇒崇神天皇陵⇒長岳寺⇒五社神社⇒夜都伎神社⇒親里競技場                                                     |
| コース内容     | 古墳コース     | 大神神社大鳥居下駐車場⇒大三輪中学校⇒大墓古墳⇒ホケノ山古墳⇒箸墓古墳⇒〈上つ道を経由して〉⇒新池⇒景行天皇陵⇒崇神天皇陵⇒長岳寺⇒五社神社⇒夜都伎神社⇒親里競技場 |
| 出演           | 講師           | 犬養孝 青山茂 扇野聖史 清原和義 猪熊兼勝 高島忠平 上林史郎                                                                                               |
| 出演           | ゲスト         | 浜村淳 中山千夏 岡本三千代（万葉うたがたり会） |
| 出演           | 司会・進行     | 角淳一（MBSアナウンサー） 加藤康裕（MBSアナウンサー） 亀井希生（MBSアナウンサー） 古川圭子（MBSアナウンサー）                                            |
| 特記事項       |                | |

## 第16回
| メインタイトル | メインタイトル | 近畿は美しく 毎日カルチャースペシャル 聖徳太子の道ラジオウォーク                                              |
| サブタイトル   | サブタイトル   | 道は語る古代人の祈り                                                                                          |
| 開催日時       | 開催日時       | 1997年（平成9年）2月11日                                                                                      |
| 集合場所       | 集合場所       | 奈良県磯城郡川西町 結崎小学校                                                                                 |
| 最寄り駅       | 最寄り駅       | 近畿日本鉄道橿原線結崎駅下車 徒歩約10分                                                                       |
| 解散場所       | 解散場所       | 奈良県生駒郡斑鳩町 法隆寺前（斑鳩町営駐車場）                                                                 |
| コース内容     | コース内容     | 結崎小学校⇒鳥の山古墳⇒杵築神社⇒安堵中学校⇒極楽寺⇒観音寺⇒上宮遺跡公園⇒中宮寺⇒法隆寺                            |
| 出演           | 講師           | 犬養孝 青山茂 高田良信 清原和義 猪熊兼勝 辻本勇                                                               |
| 出演           | ゲスト         | 浜村淳 岡本三千代                                                                                             |
| 出演           | 司会・進行     | 角淳一（MBSアナウンサー） 子守康範（MBSアナウンサー） 加藤康裕（MBSアナウンサー） 武川智美（MBSアナウンサー） |
| 特記事項       |                | |

## 第17回
| メインタイトル | メインタイトル | 近畿は美しく 毎日カルチャースペシャル 飛鳥の道ラジオウォーク                                                                   |
| サブタイトル   | サブタイトル   | 万葉のふるさとにふく明日香風                                                                                                   |
| 開催日時       | 開催日時       | 1998年（平成10年）2月11日 |
| 集合場所       | 集合場所       | 奈良県高市郡明日香村 旧・坂合小学校跡地                                                                                        |
| 最寄り駅       | 最寄り駅       | 近畿日本鉄道吉野線飛鳥駅下車 徒歩約10分                                                                                        |
| 解散場所       | 解散場所       | 奈良県高市郡明日香村 石舞台古墳                                                                                                |
| コース内容     | コース内容     | 坂合小学校跡地⇒檜隈寺跡⇒文武天皇陵⇒高松塚古墳⇒天武・持統天皇陵⇒亀石⇒橘寺⇒川原寺⇒水落遺跡⇒飛鳥寺⇒板蓋宮伝承地⇒岡戎前⇒石舞台古墳 |
| 出演           | 講師           | 犬養孝 青山茂 上野誠（奈良大学教授） 小椋一葉 猪熊兼勝 山本宝純                                                                |
| 出演           | ゲスト         | 浜村淳 岡本三千代 |
| 出演           | 司会・進行     | 角淳一（MBSアナウンサー） 子守康範（MBSアナウンサー） 松井愛（MBSアナウンサー） 武川智美（MBSアナウンサー）                    |
| 特記事項       |                | |

## 第18回
| メインタイトル | メインタイトル | 近畿は美しく 毎日カルチャースペシャル 飛鳥の道ラジオウォーク                                                                            |
| サブタイトル   | サブタイトル   | 万葉のふるさとにふく明日香風 |
| 開催日時       | 開催日時       | 1999年（平成11年）2月11日 |
| 集合場所       | 集合場所       | 奈良県橿原市 藤原宮跡 |
| 最寄り駅       | 最寄り駅       | 近畿日本鉄道大阪線駅大和八木駅、又は耳成駅 西日本旅客鉄道桜井線畝傍駅下車 徒歩約30分                                                    |
| 解散場所       | 解散場所       | 奈良県橿原市 藤原宮跡 |
| コース内容     | コース内容     | 藤原宮跡⇒畝尾都多本神社⇒香久山⇒天岩戸神社⇒大官大寺址⇒水落遺跡⇒甘橿丘展望台⇒豊浦寺⇒飛鳥川沿いに北上⇒藤原宮跡                             |
| 出演           | 講師           | 青山茂 上野誠 猪熊兼勝 |
| 出演           | ゲスト         | 浜村淳 川島英五 岡本三千代 |
| 出演           | 司会・進行     | 角淳一（MBSアナウンサー） 子守康範（MBSアナウンサー） 岩城潤子（MBSアナウンサー） 武川智美（MBSアナウンサー） 大月勇（MBSアナウンサー） |
| 特記事項       | 特記事項       | このラジオウォークの生みの親でもある犬養孝が前の年に亡くなった為、その遺徳を偲んで、思い出深い飛鳥の地を歩いた。                        |

## 第19回
| メインタイトル | メインタイトル | 近畿は美しく 毎日カルチャースペシャル 平城京ラジオウォーク                                                |
| サブタイトル   | サブタイトル   | 新しき都に咲いた古代人の夢                                                                                |
| 開催日時       | 開催日時       | 2000年（平成12年）2月11日                                                                                 |
| 集合場所       | 集合場所       | 奈良県奈良市 平城第一球技場                                                                               |
| 最寄り駅       | 最寄り駅       | 近畿日本鉄道京都線高の原駅 西日本旅客鉄道大和路線平城山駅下車 徒歩約10分                                  |
| 解散場所       | 解散場所       | 奈良県奈良市 朱雀門前広場                                                                                 |
| コース内容     | コース内容     | 平城第一球技場⇒磐之媛命陵⇒瓢箪山古墳⇒日葉酢媛命陵⇒佐紀神社⇒平城宮大極殿跡⇒法華寺⇒東院庭園⇒朱雀門          |
| 出演           | 講師           | 青山茂 上野誠 猪熊兼勝                                                                                    |
| 出演           | ゲスト         | 浜村淳 川島英五                                                                                           |
| 出演           | 司会・進行     | 角淳一（MBSアナウンサー） 武川智美（MBSアナウンサー） 大月勇（MBSアナウンサー） 近藤亨（MBSアナウンサー） |
| 特記事項       |                | |

## 第20回
| メインタイトル | メインタイトル | 近畿は美しく 毎日カルチャースペシャル 万葉のふるさとラジオウォーク                                                          |
| サブタイトル   | サブタイトル   | すべての道は飛鳥へ |
| 開催日時       | 開催日時       | 2001年（平成13年）2月12日                                                                                                   |
| 集合場所       | 集合場所       | 奈良県桜井市 桜井小学校 |
| 最寄り駅       | 最寄り駅       | 近畿日本鉄道大阪線桜井駅 西日本旅客鉄道桜井線桜井駅下車 徒歩約15分                                                          |
| 解散場所       | 解散場所       | 奈良県高市郡明日香村 石舞台古墳西側芝生広場                                                                                 |
| コース内容     | コース内容     | 桜井小学校⇒安倍文殊院⇒安倍寺跡⇒山田寺跡⇒飛鳥資料館⇒水落遺跡⇒飛鳥寺⇒亀形石⇒板蓋宮跡⇒苑池遺跡⇒飛鳥川⇒川原寺跡⇒橘寺⇒石舞台古墳 |
| 出演           | 講師           | 青山茂 上野誠 猪熊兼勝 |
| 出演           | ゲスト         | 浜村淳 中村鋭一（フリーアナウンサー・タレント・政治評論家・政治家・歌手） 谷村新司（歌手）                                  |
| 出演           | 司会・進行     | 角淳一（MBSアナウンサー） 武川智美（MBSアナウンサー） 西村麻子（MBSアナウンサー） 上田悦子（MBSアナウンサー）               |
| 特記事項       |                | |

## 第21回
| メインタイトル | メインタイトル | メインタイトル | 毎日カルチャースペシャル 東大寺大仏開眼1250年 高円・春日野の道ラジオウォーク                                         |
| サブタイトル   | サブタイトル   | サブタイトル   | 古人の恋歌・平成の恋歌                                                                                               |
| 開催日時       | 開催日時       | 開催日時       | 2002年（平成14年）2月11日                                                                                            |
| 集合場所       | 集合場所       | 集合場所       | 奈良県奈良市 済美小学校                                                                                              |
| 最寄り駅       | 最寄り駅       | 最寄り駅       | 近畿日本鉄道奈良線近鉄奈良駅下車 徒歩15分 西日本旅客鉄道関西本線・桜井線奈良駅下車 徒歩１0分                         |
| 解散場所       | 解散場所       | 解散場所       | 奈良県奈良市 春日野園地                                                                                              |
| コース内容     | コース内容     | コース内容     | 済美小学校⇒ならまち⇒元興寺⇒新薬師寺⇒東山緑地⇒志賀直哉旧居⇒春日大社⇒東大寺二月堂⇒東大寺大仏殿⇒東大寺南大門⇒春日野園地 |
| 出演           | 講師           | 講師           | 青山茂 猪熊兼勝 上野誠 辻村泰善 狹川普文                                                                             |
| 出演           | ゲスト         | 現地           | 浜村淳 ばんばひろふみ                                                                                                |
| 出演           | ゲスト         | スタジオ       | 市井沙耶香 |
| 出演           | 司会・進行     | 現地           | 角淳一（MBSアナウンサー） 武川智美（MBSアナウンサー） 上田悦子（MBSアナウンサー） 八木早希（MBSアナウンサー）        |
| 出演           | 司会・進行     | スタジオ       | 松井愛（MBSアナウンサー）                                                                                            |
| 特記事項       | 特記事項       | 特記事項       | この回から放送時間が68分延長され、現地とスタジオの二元放送となる。                                                   |

## 第22回
| メインタイトル | メインタイトル | 近畿は美しく 毎日カルチャースペシャル 「邪馬台国の道」ラジオウォーク                                                                               |
| サブタイトル   | サブタイトル   | 卑弥呼と人麻呂の浪漫を求めて |
| 開催日時       | 開催日時       | 2003年（平成15年）2月11日 |
| 集合場所       | 集合場所       | 奈良県桜井市 城島小学校 |
| 最寄り駅       | 最寄り駅       | 近畿日本鉄道大阪線桜井駅 西日本旅客鉄道桜井線桜井駅下車 徒歩約?分                                                                                  |
| 解散場所       | 解散場所       | 奈良県桜井市 大神神社大鳥居駐車場 |
| コース内容     | コース内容     | 城島小学校⇒崇神天皇磯城瑞籠宮（金屋石仏⇒平等寺）⇒大神神社⇒茅原大墓⇒檜原神社⇒ホケノ山古墳 ⇒纏向石塚古墳（纏向小学校）⇒箸墓古墳⇒大神神社大鳥居駐車場 |
| 出演           | 講師           | 青山茂 上野誠 猪熊兼勝 |
| 出演           | ゲスト         | 浜村淳 渡辺たかね（タレント） 伍芳（中国古筝奏者）                                                                                                 |
| 出演           | 司会・進行     | 角淳一（MBSアナウンサー） 武川智美（MBSアナウンサー） 柏木宏之（MBSアナウンサー） 河田直也（MBSアナウンサー）                                      |
| 特記事項       |                | |

## 第23回
| メインタイトル | メインタイトル | 近畿は美しく 毎日カルチャースペシャル 平城山ラジオウォーク                                                        |
| サブタイトル   | サブタイトル   | 天平ロマンス・万葉の恋人たち                                                                                      |
| 開催日時       | 開催日時       | 2004年（平成16年）2月11日                                                                                         |
| 集合場所       | 集合場所       | 奈良県奈良市 平城第一球技場                                                                                       |
| 最寄り駅       | 最寄り駅       | 近畿日本鉄道京都線高の原駅 西日本旅客鉄道大和路線平城山駅下車 徒歩約10分                                          |
| 解散場所       | 解散場所       | 奈良県奈良市 朱雀門前広場                                                                                         |
| コース内容     | コース内容     | 平城第一球技場⇒磐之媛命陵⇒塩塚古墳⇒瓢箪山古墳⇒日葉酢媛命陵⇒水上池 ⇒小奈辺古墳⇒平城宮跡遺構展示館⇒大極殿跡⇒朱雀門  |
| 出演           | 講師           | 青山茂 上野誠 猪熊兼勝                                                                                            |
| 出演           | ゲスト         | 浜村淳 馬場章夫 原田伸郎 河内家菊水丸（新聞詠み河内音頭家元・タレント） 近藤光史（フリーアナウンサー） 渡辺たかね |
| 出演           | 司会・進行     | 武川智美（MBSアナウンサー） 柏木宏之（MBSアナウンサー） 河田直也（MBSアナウンサー）                               |
| 特記事項       | 特記事項       | 仕事の都合がつかず、角淳一（MBSアナウンサー）が初めて欠席                                                         |

## 第24回
| メインタイトル | メインタイトル | 近畿は美しく 毎日カルチャースペシャル 飛鳥川・甘樫丘ラジオウォーク                                                    |
| サブタイトル   | サブタイトル   | 幻の飛鳥美人・天翔ける朱雀は?                                                                                         |
| 開催日時       | 開催日時       | 2005年（平成17年）2月11日                                                                                             |
| 集合場所       | 集合場所       | 奈良県橿原市 藤原宮跡                                                                                                 |
| 最寄り駅       | 最寄り駅       | 近畿日本鉄道大阪線大和八木駅、又は耳成駅 西日本旅客鉄道桜井線畝傍駅下車 徒歩約30分                                    |
| 解散場所       | 解散場所       | 奈良県高市郡明日香村 明日香小学校                                                                                     |
| コース内容     | コース内容     | 藤原宮跡⇒飛鳥川畔⇒川原寺跡⇒定林寺跡⇒文武天皇陵高松塚古墳⇒中尾山古墳⇒飛鳥歴史公園館⇒鬼の俎・鬼の雪隠⇒亀石⇒明日香小学校 |
| 出演           | 講師           | 青山茂 上野誠 猪熊兼勝                                                                                                |
| 出演           | ゲスト         | 浜村淳 中村鋭一 馬場章夫 近藤光史 渡辺たかね 河内家菊水丸 ロザン                                                      |
| 出演           | 司会・進行     | 柏木宏之（MBSアナウンサー） 上田悦子（MBSアナウンサー） 河田直也（MBSアナウンサー）                                   |
| 特記事項       |                | |

## 第25回
| メインタイトル | メインタイトル | 近畿は美しく 毎日カルチャースペシャル 再発見！飛鳥・古代浪漫の道ラジオウォーク                               |
| サブタイトル   | サブタイトル   | ラジオウォーク原郷の旅                                                                                       |
| 開催日時       | 開催日時       | 2006年（平成18年）2月11日                                                                                    |
| 集合場所       | 集合場所       | 奈良県桜井市 桜井南小学校西側広場                                                                            |
| 最寄り駅       | 最寄り駅       | 近畿日本鉄道大阪線桜井駅 西日本旅客鉄道桜井線桜井駅下車 徒歩約20分                                           |
| 解散場所       | 解散場所       | 奈良県高市郡明日香村 明日香小学校                                                                            |
| コース内容     | コース内容     | 桜井市磐余⇒メスリ山古墳⇒山田寺跡⇒大原神社⇒万葉文化館⇒飛鳥寺⇒水落遺跡⇒飛鳥板蓋宮跡⇒川原寺跡⇒橘寺⇒明日香小学校 |
| 出演           | 講師           | 青山茂 上野誠 猪熊兼勝                                                                                       |
| 出演           | ゲスト         | 浜村淳 中村鋭一 黛まどか 岡本三千代 野村啓司 近藤光史 渡辺たかね 河内家菊水丸 ロザン                         |
| 出演           | 司会・進行     | 柏木宏之（MBSアナウンサー） 八木早希（MBSアナウンサー） 井上雅雄（MBSアナウンサー）                          |
| 特記事項       |                | |

## 第26回
| メインタイトル | メインタイトル | 毎日カルチャースペシャル 斑鳩・聖徳太子の道ラジオウォーク                                                                  |
| サブタイトル   | サブタイトル   | 世界文化遺産の郷をたずねて                                                                                                 |
| 開催日時       | 開催日時       | 2007年（平成19年）2月12日                                                                                                  |
| 集合場所       | 集合場所       | 奈良県生駒郡斑鳩町 大和川第一緑地                                                                                          |
| 最寄り駅       | 最寄り駅       | 近畿日本鉄道生駒線王寺駅・田原本線新王寺駅 西日本旅客鉄道大和路線・和歌山線王寺駅下車 徒歩約15分                           |
| 解散場所       | 解散場所       | 奈良県生駒郡斑鳩町 中宮寺跡                                                                                                |
| コース内容     | コース内容     | 大和川第緑地⇒三室山⇒竜田川⇒龍田の町並⇒龍田神社⇒藤ノ木古墳⇒健民運動場⇒西里の町並⇒法隆寺⇒法輪寺⇒法起寺⇒中宮寺跡              |
| 出演           | 講師           | 青山茂 猪熊兼勝 上野誠 |
| 出演           | ゲスト         | 浜村淳 中村鋭一 河内家菊水丸 近藤光史 野村啓司（MBS専任局長兼チーフパーソナリティ） 黛まどか（俳人） 岡本三千代 渡辺たかね |
| 出演           | 司会・進行     | 柏木宏之（MBSアナウンサー） 河田直也（MBSアナウンサー） 八木早希（MBSアナウンサー） 伊藤広（MBSアナウンサー）              |
| 特記事項       |                | |

## 第27回
| メインタイトル | メインタイトル | 毎日カルチャースペシャル 古墳ロード・山辺の道ラジオウォーク                                                                                             |
| サブタイトル   | サブタイトル   | 万葉の娘子(をとめ)の恋をしのぶ道 |
| 開催日時       | 開催日時       | 2008年(平成20年)2月11日 |
| 集合場所       | 集合場所       | 奈良県天理市 丹波市（たんばいち）小学校 |
| 最寄り駅       | 最寄り駅       | 近鉄天理線天理駅、JR桜井線天理駅 徒歩約10分 |
| 解散場所       | 解散場所       | 奈良県天理市 丹波市（たんばいち）小学校 |
| コース内容     | コース内容     | 丹波市小学校⇒石上神宮（山辺の道）⇒内山永久寺跡⇒親場⇒西乗鞍古墳⇒竹之内環濠集落⇒夜都岐神社⇒親里競技場⇒西山古墳（山辺の道）⇒浄国寺⇒丹波市小学校（約9.3km） |
| 出演           | 講師           | 青山茂 猪熊兼勝 上野誠 |
| 出演           | ゲストなど     | 浜村淳 中村鋭一 河内家菊水丸 黛まどか 岡本三千代 柏木宏之（MBSアナウンサー） 井上雅雄（MBSアナウンサー）                                                |
| 出演           | 司会・進行     | 八木早希（MBSアナウンサー） |
| 出演           | ステージ進行   | 近藤光史 |
| 出演           | スタジオ進行   | 野村啓司 鳥居睦子(フリーアナウンサー) |
| 特記事項       | 特記事項       | 前日のサンデースペシャル枠(20:00-21:00)には、「万葉歌こよみ増刊号・ラジオウォーク完全予習スペシャル」が放送された。                                     |

## 第28回
| メインタイトル | メインタイトル | 毎日カルチャースペシャル 斑鳩・聖徳太子の道ラジオウォーク                                                     |
| サブタイトル   | サブタイトル   | 万葉人はテンヤワンヤの大騒動                                                                                  |
| 開催日時       | 開催日時       | 2009年(平成21年)2月11日                                                                                       |
| 集合場所       | 集合場所       | 藤原宮跡 |
| 最寄り駅       | 最寄り駅       | JR桜井線畝傍駅 徒歩約25分 近鉄大阪線・橿原線大和八木駅 徒歩約30分                                             |
| 解散場所       | 解散場所       | 藤原宮跡 |
| コース内容     | コース内容     | 藤原宮跡⇒天香久山⇒大官大寺跡⇒飛鳥坐神社⇒万葉文化館⇒飛鳥寺⇒入鹿首塚⇒飛鳥水落遺跡⇒飛鳥川遊歩道⇒藤原宮跡         |
| 出演           | 講師           | 青山茂 猪熊兼勝（京都橘大学名誉教授） 上野誠 黛まどか（俳人）                                                 |
| 出演           | ゲストなど     | 浜村淳 中村鋭一 近藤光史 河内家菊水丸 和泉夏子 阿部宏美 岡本三千代                                            |
| 出演           | 司会・進行     | 上田悦子（MBSアナウンサー） 柏木宏之（MBSアナウンサー） 鈴木健太（MBSアナウンサー） 吉竹史（MBSアナウンサー） |
| 出演           | スタジオ進行   | 野村啓司 西村麻子（MBSアナウンサー）                                                                          |
| 特記事項       | 特記事項       | 上田が全コースのナビゲートを務める。                                                                          |

## 第29回
| メインタイトル | メインタイトル | 毎日カルチャースペシャル 絲綢之道終着の都ラジオウォーク |
| サブタイトル   | サブタイトル   | 咲く花の天平の演出者たち |
| 開催日時       | 開催日時       | 2010年(平成22年)2月11日 |
| 集合場所       | 集合場所       | 奈良市立佐保川小学校 |
| 最寄り駅       | 最寄り駅       | 近鉄奈良線・新大宮駅 徒歩約8分 JR大和路線・奈良駅 徒歩約15分 |
| 解散場所       | 解散場所       | 奈良市立佐保川小学校 |
| コース内容     | コース内容     | 奈良市立佐保川小学校⇒浄土院跡⇒法華寺⇒東院庭園⇒朱雀門⇒第二次大極殿跡⇒成務天皇陵⇒水上池⇒コナベ古墳⇒ウワナベ古墳⇒不退寺⇒狭岡神社⇒興福院⇒大仏鉄道記念碑⇒佐保川沿い⇒奈良市立佐保川小学校（12.5km） |
| 出演           | 講師           | 青山茂 猪熊兼勝 上野誠 黛まどか |
| 出演           | ゲストなど     | 浜村淳 近藤光史 上泉雄一（MBSアナウンサー、「NTTDoCoMo写真特派員」として同行） 加藤ヒロユキ 岡本三千代                                                                                        |
| 出演           | 司会・進行     | 八木早希（MBSアナウンサー） |
| 出演           | ステージ進行   | 柏木宏之（MBSアナウンサー） |
| 出演           | レポーター     | 松本麻衣子（MBSアナウンサー） 鈴木健太（MBSアナウンサー） |
| 出演           | スタジオ進行   | 上田悦子（MBSアナウンサー） |
| 特記事項       | 特記事項       | 八木が全コースのナビゲートを務める。 |

## 第30回
| メインタイトル | メインタイトル | 毎日放送開局60周年記念 毎日カルチャースペシャル 明日香風の道ラジオウォーク |
| サブタイトル   | サブタイトル   | 古の心を今にたずねて |
| 開催日時       | 開催日時       | 2011年(平成23年)2月11日 |
| 集合場所       | 集合場所       | 明日香村立明日香小学校 |
| 最寄り駅       | 最寄り駅       | 近鉄吉野線飛鳥駅 徒歩約20分 JR桜井線桜井駅 バス約25分 |
| 解散場所       | 解散場所       | 明日香村立明日香小学校 |
| コース内容     | コース内容     | 明日香村立明日香小学校⇒高松塚古墳⇒飛鳥歴史公園館⇒天武持統天皇陵⇒甘樫丘⇒飛鳥寺⇒万葉文化館⇒板蓋宮跡⇒石舞台地区芝生広場⇒橘寺⇒川原寺跡⇒明日香村立明日香小学校（約10km） |
| 出演           | 講師           | 青山茂 猪熊兼勝 上野誠 やすみりえ（川柳作家） |
| 出演           | ゲストなど     | 浜村淳 角淳一 近藤光史 上泉雄一 加藤ヒロユキ 岡本三千代 デューク更家（ウォーキングドクター） チキンガーリックステーキ（アカペラグループ） 黄金井脩（ギター＆ボーカル） 作人（フォークシンガー） 南かおり 女と男（お笑いタレント） |
| 出演           | 司会・進行     | 八木早希（MBSアナウンサー） |
| 出演           | ステージ進行   | 柏木宏之（MBSアナウンサー） |
| 出演           | レポーター     | 井上雅雄（MBSアナウンサー） 松本麻衣子（MBSアナウンサー） |
| 出演           | スタジオ進行   | 野村啓司 |
| 特記事項       | 特記事項       | 前年に続いて八木が全コースのナビゲートを務めた。また、第30回を迎えたことから、第1回から長きにわたって関わってきた角が7年振りに参加。コース上は、前夜からの積雪に加えて、時折雪が降るという状況であった。15時台には、イベント会場の石舞台地区芝生広場で、『ちちんぷいぷい』（角や八木がレギュラーで出演中のテレビ番組）との同時生中継を実施した。 |

## 第31回
| メインタイトル | メインタイトル | 毎日カルチャースペシャル 奈良公園・高畑の道ラジオウォーク                                           |
| サブタイトル   | サブタイトル   | 大仏や阿修羅にまた会いたい                                                                          |
| 開催日時       | 開催日時       | 2012年(平成24年)3月20日                                                                             |
| 集合場所       | 集合場所       | 登大路園地                                                                                          |
| 最寄り駅       |                | |
| 解散場所       |                | |
| コース内容     | コース内容     | 奈良公園一帯                                                                                        |
| 出演           | 講師           | 猪熊兼勝 上野誠 やすみりえ                                                                          |
| 出演           | ゲストなど     | 浜村淳 近藤光史 子守康範 上泉雄一 加藤ヒロユキ ばんばひろふみ やなわらばー U.K. 遠山奨志 亀山つとむ |
| 出演           | 司会・進行     | 上田悦子（MBSアナウンサー）                                                                         |
| 出演           | ステージ進行   | 柏木宏之（MBSアナウンサー）                                                                         |
| 出演           | レポーター     | |
| 出演           | スタジオ進行   | 野村啓司                                                                                            |
| 特記事項       | 特記事項       | 2月11日以外の日に実施するのは史上初めて。                                                           |

## 第32回
| メインタイトル | メインタイトル | 毎日カルチャースペシャル 三輪山麓の道ラジオウォーク |
| サブタイトル   | サブタイトル   | ～神話と万葉の郷を訪ねて～ |
| 開催日時       | 開催日時       | 2013年(平成25年)3月20日 |
| 集合場所       | 集合場所       | 桜井市芝運動公園 |
| 最寄り駅       | 最寄り駅       | 近鉄大阪線桜井駅、JR桜井線桜井駅 徒歩約25分 JR桜井線三輪駅 徒歩約10分 |
| 解散場所       |                | |
| コース内容     | コース内容     | 午前ルート：会場（芝運動公園）⇒大神神社⇒海石榴市⇒会場（芝運動公園）（約5km） 午後ルート：会場（芝運動公園）⇒箸墓古墳⇒井寺池⇒会場（芝運動公園）（約6km） |
| 出演           | 講師           | 猪熊兼勝 上野誠 やすみりえ |
| 出演           | ゲストなど     | 浜村淳 近藤光史 野村啓司 子守康範 上泉雄一 亀山つとむ 今岡誠 浅越ゴエ くっすん ＮＭＢ４８ 加藤ヒロユキ 押尾コータロー チキンガーリックステーキ 茶屋町スゥイングガール（？）ズ♪（桜井一枝、豊島美雪、鳥居睦子、大内真紀、南かおり） |
| 出演           | 司会・進行     | 上田悦子（MBSアナウンサー） |
| 出演           | ステージ進行   | 柏木宏之（MBSアナウンサー）、上泉雄一（MBSアナウンサー）、子守康範 |
| 出演           | レポーター     | 河田直也（MBSアナウンサー）、くっすん、浅越ゴエ |
| 出演           | スタジオ進行   | 武川智美（MBSアナウンサー） |
| 特記事項       | 特記事項       | ステージにて「押尾コータローの押しても弾いても」の公開録音が行われ、25日に『押尾コータローの押しても弾いても in ラジオウォーク』として放送された。 仙田和吉アナウンサーの進行で午前午後の２回、亀山つとむ、今岡誠の指導による「こども野球教室」が特設グラウンドにて開催された。 茶屋町スゥイングガール（？）ズ♪による「ありがとうのテーマ」演奏により、雨の中感動のフィナーレで幕を閉じた。 |

## 第36回
| メインタイトル | メインタイトル | 毎日カルチャースペシャル 奈良坂の道ラジオウォーク |
| サブタイトル   | サブタイトル   | ～歴史のモニュメントを巡る旅～ |
| 開催日時       | 開催日時       | 2017年（平成29年）3月20日 |
| 集合場所       | 集合場所       | 春日大社境内 飛火野 |
| 最寄り駅       | 最寄り駅       | 近鉄奈良線 「近鉄奈良駅」下車徒歩約20分 JR大和路線 「奈良駅」下車徒歩約25分 |
| 解散場所       | 解散場所       | 春日大社境内 飛火野 |
| コース内容     | コース内容     | イベント会場（春日大社境内 飛火野）⇒萬葉植物園⇒鹿苑⇒二之鳥居⇒春日大社⇒一言主神社⇒水谷神社⇒吉城川⇒若草山⇒手向山八幡宮宝庫⇒手向山八幡宮⇒法華堂経蔵⇒三月堂（法華堂）⇒三昧堂（四月堂）⇒開山堂⇒二月堂⇒閼伽井屋⇒食堂礎石⇒正倉院（望見）⇒空海寺⇒北山十八間戸⇒夕日地蔵⇒般若寺楼門⇒般若寺⇒植村牧場⇒奈良少年刑務所⇒多聞城跡⇒五劫院⇒転害門（望見）⇒万葉歌碑⇒大仏殿⇒勧学院・真言院⇒南大門⇒イベント会場（約9.5km） |
| 出演           | 講師           | 猪熊兼勝 上野誠 |
| 出演           | ゲスト         | 浜村 淳 近藤光史 子守康泉 上泉雄一 松井 愛 西山 厚（帝塚山大学教授) 寮 美千子（作家） 花山院弘匡（春日大社宮司） 北村雅昭（元若草中学校教諭） U.K.(くっすん) 南かおり NAOTO 三浦 拓也 岸田敏志 |
| 出演           | 司会・進行     | 上田悦子（MBSアナウンサー） |
| 出演           | ステージ進行   | 柏木宏之（MBSアナウンサー） |
| 出演           | レポーター     | |
| 出演           | スタジオ進行   | |
| 特記事項       | 特記事項       | 春日大社第六十次式年造替の年。ステージにて「NAOTOな音」の公開録音が行われ放送された。 |

## 関連企画

### 慶州ラジオウォーク
2006年5月21日、毎日放送の開局55周年記念企画として、奈良県奈良市と友好関係にある韓国・慶州市内で「韓国・慶州ウォーク〜新羅千年の都は今〜」が行われた。韓国文化放送（MBC）との共同制作で、日本からも参加者が多数慶州に来ていた。毎日放送からのパーソナリティは浜村淳、馬場章夫、桜井一枝、西靖（MBSアナウンサー）、八木早希（MBSアナウンサー）が担当。講師は上野誠、猪熊兼勝。幼少時代を韓国で過ごし、大の韓国通としても有名な八木は、韓国の通訳係も務めた。韓国からは、ウ・ソンミンや、イ・ドンギ（浦項MBCアナウンサー）らが参加した。
前日(11:30 - 15:30)には野村啓司、さわともか、増田英彦（ますだおかだ）、大桃美代子、黛まどか、馬場章夫（韓国から電話出演）らが出演し、韓国スペシャル・慶州ウォークへの道が放送された。翌日に行われる「韓国・慶州ウォーク」の事前情報を現地からのリポートを交えて伝えるとともに、懐かしの韓国演歌から最新のK-POPまで、韓国の音楽や文化を紹介した。

## 脚註
1. ↑  2021年4月1日以降のMBSラジオの通称
2. ↑  MBSアナブログ　関岡香オフィシャルブログ2021年4月23日付記事「ラジオで奈良気分」
3. ↑  テレビ・ラジオ同時生中継の進行も担当